# Равал
Равал (урду جھیل راول‎) — водохранилище в Пакистане, обеспечивающее водой города Равалпинди и Исламабад. Образовано рекой Коранг и рядом небольших потоков. Площадь — 8,8 км². Площадь водосборного бассейна — 275,2 км².
Равал располагается в изолированной секции национального парка Маргалла-Хилс.

## Зона отдыха
Территория вокруг водохранилища была обустроена садами с цветущими деревьями, местами для пикника и уединёнными аллеями. Зимний сад и побережье используются для пикников, рыбалки и катания на лодках. С самой высокой точки в саду открывается панорамный вид на Равал, холмы Маргалла и Марри, города Равалпинди и Исламабад.
Частные клубы организовывают катание на лодках, парусный спорт и дайвинг.
К западу от водоёма располагается клуб Исламабад, включающий в себя различные спортивные секции.

## Природный мир
Водохранилище играет важную роль в зимовке водоплавающих птиц, особенно крякв.
На территории, прилежащей к водохранилищу, обитают лисицы, панголины, дикобразы, камышовые коты, шакалы, кабаны и харзы. Среди рептилий выделяются индийские кобры и дабойи.
Кроме того Равал служит прекрасным местом для наблюдения за разнообразными птицами.
В Равале представлены 15 видов рыб, относящихся к 11-ти родам. Такие как: Змееголовы (Channa), Раху (Labeorohita), Катля (Catla catla), Циррина белая (Cirrhinus mrigala), Сазан (Cyprinus carpio) и Мозамбикская тиляпия (Tilapia mossambica).